# IC 109
IC 109 је спирална галаксија у сазвјежђу Кит која се налази на листи објеката дубоког неба у Индекс каталогу.
Деклинација објекта је + 2° 4' 3" а ректасцензија 1h 25m 12,9s. Привидна величина (магнитуда) објекта IC 109 износи 13,6 а фотографска магнитуда 14,6. IC 109 је још познат и под ознакама UGC 980, MCG 0-4-128, CGCG 385-117, PGC 5251.